# Atomaria planulata
Atomaria planulata là một loài bọ cánh cứng trong họ Cryptophagidae. Loài này được Mäklin miêu tả khoa học năm 1853.